# 新格列布利亞 (普里盧基區)
50°24′57″N 32°27′56″E / 50.41583°N 32.46556°E
新格列布利亞（烏克蘭語：Нова Гребля），是烏克蘭的村落，位於該國北部切爾尼戈夫州，由普里盧基區負責管轄，始建於1709年，面積0.48平方公里，海拔高度119米，2001年人口41，人口密度每平方公里85.4人。